# Knights d'Omaha
Les Knights d'Omaha sont une franchise de hockey sur glace ayant évolué dans la Ligue internationale de hockey et dans la Ligue centrale de hockey.

## Historique
L'équipe a été créée en 1959 à Omaha au Nebraska. L'équipe joua durant quatre saisons dans la LIH avant d'être transféré en 1963 à la Ligue centrale de hockey. Les Knights cessèrent leurs activités en 1975.

### Saisons dans la LIH
Note: PJ : parties jouées, V : victoires, D : défaites, N : matchs nuls, DP : défaite en prolongation, DF : défaite en fusillade, Pts : Points, BP : buts pour, BC : buts contre, Pun : minutes de pénalité
| Saison    | PJ | V  | D  | N | Pts | Classement             | Séries éliminatoires | Entraîneur    |
| --------- | -- | -- | -- | - | --- | ---------------------- | -------------------- | ------------- |
| 1959-1960 | 67 | 15 | 47 | 5 | 35  | 4e rang division Ouest | Hors des séries      | Metro Prystai |
| 1960-1961 | 70 | 35 | 32 | 3 | 73  | 3e rang division Ouest | n/d                  | n/d           |
| 1961-1962 | 68 | 37 | 28 | 3 | 77  | 4e rang LIH            | n/d                  | n/d           |
| 1962-1963 | 70 | 30 | 35 | 5 | 65  | 4e rang LIH            | n/d                  | n/d           |

### Saisons en LCH
Note: PJ : parties jouées, V : victoires, D : défaites, N : matchs nuls, DP : défaite en prolongation, DF : défaite en fusillade, Pts : Points, BP : buts pour, BC : buts contre, Pun : minutes de pénalité
| Saison    | PJ       | V        | D        | N        | Pts      | Classement            | Séries éliminatoires | Entraîneur                  |
| --------- | -------- | -------- | -------- | -------- | -------- | --------------------- | -------------------- | --------------------------- |
| 1963-1964 | 72       | 44       | 19       | 9        | 97       | 1er rang CPHL         | Champion des séries  | Scotty Bowman Bill McCreary |
| 1964-1965 | 70       | 37       | 25       | 8        | 82       | 2e rang CPHL          | n/d                  | n/d                         |
| 1965-1966 | Inactive | Inactive | Inactive | Inactive | Inactive | Inactive              | Inactive             | Inactive                    |
| 1966-1967 | 70       | 36       | 24       | 10       | 82       | 2e rang CPHL          | n/d                  | n/d                         |
| 1967-1968 | 70       | 14       | 46       | 10       | 38       | 4e rang division Nord | n/d                  | Jake Milford                |
| 1968-1969 | 72       | 29       | 32       | 11       | 69       | 3e rang division Nord | Défaite en 2e ronde  | Larry Popein                |
| 1969-1970 | 72       | 36       | 26       | 10       | 82       | 1er rang LCH          | Champion des séries  | Larry Popein                |
| 1970-1971 | 72       | 45       | 16       | 11       | 101      | 1er rang LCH          | Champion des séries  | Fred Shero                  |
| 1971-1972 | 72       | 29       | 35       | 8        | 66       | 5e rang LCH           | n/d                  | Larry Popein                |
| 1972-1973 | 72       | 35       | 27       | 10       | 80       | 2e rang LCH           | Champion des séries  | Fred Creighton              |
| 1973-1974 | 72       | 34       | 23       | 15       | 83       | 2e rang LCH           | Défaite en 1re ronde | Fred Creighton              |
| 1974-1975 | 78       | 34       | 33       | 11       | 79       | 3e rang division Nord | Défaite en 2e ronde  | Fred Creighton              |